# Croix du Nord (hebdomadaire)
Pour les articles homonymes, voir Croix du Nord.
Croix du Nord est un hebdomadaire régional chrétien du nord de la France, diffusé dans le Nord et le Pas-de-Calais.
Il est publié chaque vendredi. Il est habilité comme journal d'annonces légales pour ses deux départements de diffusion, et est membre de l'Alliance de la presse d'information générale et du Syndicat de la presse hebdomadaire régionale.
La Croix du Nord est fondée en 1889. D'abord supplément régional de la Croix de Paris, le journal devient un grand quotidien du Nord, et comptait plusieurs éditions locales. Ses archives sont indexées par la Bibliothèque nationale de France.
Il est disponible en édition papier, mais est aussi accessible en ligne par le kiosque Cafeyn.